# Пальма (остров)
Пальма (исп. La Palma, также после испанского завоевания Канар носил имя Сан-Мигель-де-ла-Пальма (исп. San Miguel de La Palma)) — остров в Атлантическом океане, входящий в Канарский архипелаг. Входит в провинцию Санта-Крус-де-Тенерифе.
Столица острова — Санта-Крус-де-ла-Пальма (исп. Santa Cruz de la Palma), в котором проживает 16 705 человек (2012), крупнейший город — Лос-Льянос-де-Аридане (исп. Los Llanos de Aridane) (20 895 человек (2012)).
Всего на острове площадью 708,32 км² проживает 87 163 человек (2011).
В 2002 году ЮНЕСКО объявило остров Пальма мировым заповедником биосферы.
Здесь расположена северная часть астрономической обсерватории SuperWASP — SuperWASP-North.

## Описание
Пальма — один из самых высоких островов в мире по отношению к своей площади. Самая высокая вершина острова, Роке-де-лос-Мучачос (исп. Roque de Los Muchachos), достигает 2426 метров над уровнем моря. В северной части находится самый большой в мире кратер эрозийного происхождения — Кальдера де Табуриенте (исп. Caldera de Taburiente), получивший в 1954 году статус Национального Природного Парка Кальдера-де-Табурьенте. От центра острова до его самой южной части проходит цепь вулканов, из которых последним извергался вулкан Тахогайте (исп. Tajogaite) в 2021 году. Около 35 процентов площади Пальмы покрыто сосновыми и лавровыми лесами, что делает его самым зелёным из всех Канарских островов.

## Вулканы
Пальма, как и все Канарские острова, имеет вулканическое происхождение. Сформировавшийся примерно 2 миллиона лет назад, это один из самых молодых островов архипелага. Он был образован при извержении подводного вулкана, находящегося на глубине 4000 метров ниже уровня моря. Таким образом, высота о. Пальма составляет около 6500 метров, если измерять со дна Атлантического океана. Он является третьим среди самых высоких островов мира по отношению к своей площади (уступая только острову Пику на Азорских островах и острову Фогу на Кабо-Верде). Цепь вулканов Кумбре-Вьеха (исп. Cumbre Vieja) делит остров на две ярко выраженные климатические зоны. В южной части Пальмы некоторые вулканы по-прежнему находятся в активном состоянии.
В результате извержения в 2021 году было эвакуировано 6 000 человек из населённых пунктов острова.

## История острова
Возможно, остров упоминается у Плиния Старшего под названием лат. Junonia Maior (Юнония Большая, в честь Юноны). На нём до 16 века обитали гуанчи. Испанцы назвали его Пальма (артикль la указывает на женский род слова «пальма»), а после полного его завоевания «отдали под покровительство» архангела Михаила, переименовав в Сан-Мигель-де-ла-Пальма.

## Достопримечательности
Санта-Каталина — замок, построенный в период между 1685 и 1692 годами, имеет статус исторического памятника.